# Spurilla neapolitana
Spurilla neapolitana is een slakkensoort uit de familie van de vlokslakken (Aeolidiidae). De wetenschappelijke naam van de soort werd in 1844 voor het eerst geldig gepubliceerd door Stefano Delle Chiaje.

## Beschrijving
Spurilla neapolitana is een grote naaktslak, uitgroeiend tot een lengte van 70 mm in de Middellandse Zee. De rinoforen (de twee sensorische structuren op het dorsale oppervlak van de kop) zijn gelamelleerd. De cerata (uitgroeisels van het lichaam) zijn ook afgeplat en hebben ondoorzichtige witte punten. Deze tips staan bekend als cnidosacs en zijn verdedigingsstructuren die zijn bewapend met cnidocyten (stekende netelcellen) die zijn verzameld uit zeeanemonen die de naaktslak heeft gegeten. De algemene kleur van deze soort is oranje of roze, afhankelijk van wat hij misschien heeft gegeten, vaak met donkere strepen waar de kronkelige spijsverteringsklier zichtbaar is door de doorschijnende huid en de wanden van de cerata. Sommige exemplaren hebben ondoorzichtige witte vlekken op de lichaamswand.

## Verspreiding
Spurilla neapolitana wordt gevonden in ondiepe gematigde wateren in de Middellandse Zee, de westelijke Atlantische Oceaan, de Caraïbische Zee, de Golf van Mexico en Neder-Californië. Moleculaire studies hebben aangetoond dat dit een soortencomplex is dat uit minstens drie soorten bestaat. Het type Spurilla neapolitana komt voor in de oostelijke Atlantische Oceaan, van Kaapverdië en de Azoren tot Portugal, en in de Middellandse Zee. De westelijke Atlantische populatie werd door MacFarland (1909) aangeduid als Spurilla braziliana en de Pacifische exemplaren kunnen ook S. braziliana zijn.

## Voedsel
Spurilla neapolitana voedt zich met zeeanemonen. De cnidocyten passeren ongedeerd door de darm van de naaktslak naar de punt van de cerata waar ze worden opgeslagen, om te worden gebruikt in de verdediging van het dier. De weefsels van de naaktslak herbergen levende intracellulaire zoöxanthellen (fotosynthetische eencellige organismen), ook afkomstig van de zeeanemoon. Het is aangetoond dat de uitwerpselen van de naaktslak levende zoöxanthellen bevatten, die in theorie in staat zijn om zeeanemonen opnieuw te infecteren. Dit kan een belangrijk middel zijn waarmee de zeeanemonen hun zoöxanthellen verkrijgen.